# Fátima líbiai királyné
Fátima királyné teljes nevén Fátimat asz-Szanúszi (arabul فاطمة السنوسي; Kufra oázis, 1911 – Kairó, 2009. október 3.) Líbia királynéja volt, férje I. Idrisz líbiai király.

## Élete
Ahmad as-Saríf asz-Szanúszi, a szanúszi szúfi rend egykori vezetőjének egyetlen lánya volt. Élete első tizenhét évét a líbiai Kufra oázisban töltötte, majd 1931-ben Egyiptomban összeházasodott apja unokatestvérével, a rendet ekkor vezető Idrísszel. A második világháború végéig Egyiptomban tartózkodtak, majd visszatértek szülőföldjükre, ami az ENSZ nyomására önálló országgá alakult. Idrísz így lett Líbia első királya, Fátima pedig a királynéja 1951-1969 között. Moammer Kadhafi 1969-es hatalomátvételével a monarchia megszűnt. A királyi kormányzás bukása után Kairóban élt haláláig. 1971-ben a líbiai népi bíróság távollétében öt év börtönbüntetésre és vagyona elkobzásra ítélte. 2009. október 3-án, Egyiptomban, életének 98. évében hunyt el.

## Fordítás
Ez a szócikk részben vagy egészben  a   Fatima of Libya című angol Wikipédia-szócikk fordításán alapul.  Az eredeti cikk szerkesztőit annak laptörténete sorolja fel. Ez a jelzés csupán a megfogalmazás eredetét és a szerzői jogokat jelzi, nem szolgál a cikkben szereplő információk forrásmegjelöléseként.